# Филдсова медаља
Филдсова медаља (енгл. Fields Medal) је награда која се додељује двојици, тројици или четворици математичара млађих од 40 година на Међународном конгресу Међународне математичке уније (IMU) на сваких четири године. Награда носи име канадског математичара Џона Чарлса Филдса. Филдсова медаља се сматра највећом наградом коју може да добије један математичар. Новчана награда износи 15.000 канадских долара. Прва медаља је додељена 1936. финском математичару Ларсу Алфорсу и америчком математичару Џесију Дагласу, а од 1950. се медаља додељује сваке четири године.

## Услови
Филдсова медаља се сматра за „математичку Нобелову награду“, иако више личи на Абелову награду. За разлику од Нобелове награде, Филдсова медаља се додељује на сваке четири године. Медаља има и старосну границу: кандидат не сме да има 40 година 1. јануара календарске године када се додељује медаља.
Филдсова медаља се више додељује за труд него за конкретан резултат као што је случај код Нобелове награде, док се Абелова награда додељује за животно дело.

## Лауреати
| Година | Место додељивања        | Добитници |
| ------ | ----------------------- | --- |
| 1936   | Осло, Норвешка          | Ларс Алфорс, Финска, Универзитет у Хелсинкију Џеси Даглас, САД, Масачусетски технолошки институт |
| 1950   | Кембриџ, САД            | Лорент Шварц, Француска, Универзитет Нансиски Атле Селберг, Норвешка, Институт за напредна изучавања |
| 1954   | Амстердам, Холандија    | Кунихико Кодаира, Јапан, Принстон Жан-Пјер Сер, Француска, Национални центар за научна истраживања |
| 1958   | Единбург, Британија     | Клаус Рот, Британија, Универзитет у Лондону Рене Том, Француска, Универзитет Стразбуршки |
| 1962   | Стокхолм, Шведска       | Ларс Хермандер, Шведска, Универзитет Стокхолмски Џон Милнор, САД, Принстон |
| 1966   | Москва, СССР            | Мајкл Атија, Британија, Оксфордски универзитет Пол Коен, САД, Станфорд Александар Гротендик, Француска, Институт за више научне студије Стивен Смејл, САД, Универзитет Калифорније (Беркли)                                                                                      |
| 1970   | Ница, Француска         | Алан Бејкер, Британија, Кембриџ Хејсуке Хиронака, Јапан, универзитет Харвард Сергеј Новиков, СССР, Ломоносов Џон Томпсон, САД, Кембриџ |
| 1974   | Ванкувер, Канада        | Енрико Бомбјери, Италија, Универзитет у Пизи Дејвид Мамфорд, САД, универзитет Харвард |
| 1978   | Хелсинки, Финска        | Пјер Делињ, Белгија, Институт за виши научни студиј Чарлс Феферман, САД, Принстон Григориј Маргулис, СССР, Ломоносов Данијел Квилен, САД, Масачусетски технолошки институт |
| 1982   | Варшава, Пољска         | Ален Кон, Француска, Институт за виши научни студии Вилијам Тарстон, САД, Принстон Шинф-Тунг Јау, САД, Институт за напредна изучавања |
| 1986   | Беркли, САД             | Сајмон Доналдсон, Велика Британија, Оксфорд Герд Фалтингс, Немачка, Принстонски универзитет Мајкл Фридман, САД, Универзитет Калифорније (Сан Дијего) |
| 1990   | Кјото, Јапан            | Владимир Дринфелд, СССР, Харковски институт за физику и технологију Вон Џонс, Нови Зеланд, Калифорнијски универзитет (Беркли) Шигефуми Мори, Јапан, Универзитет у Кјоту Едвард Витен, САД, Институт за напредна изучавања                                                        |
| 1994   | Цирих, Швајцарска       | Жан Бурген, Белгија, Институт за напредни изучавања Пјер-Луј Лион, Француска, универзитет Париз-Дофин Жан-Кристоф Јокоз, Француска, универзитет Париз-Југ 11 Ефим Зелманов, Русија, Универзитет Високонсински                                                                    |
| 1998   | Берлин, Немачка         | Ричард Борчердс, Британија, Универзитет Калифорније (Беркли) и Кембриџ Тимоти Гауерс, Британија, Кембриџ Максим Концевич, Русија, Институт за више научне студије и Рутгерс Кертис Мекмален, САД, универзитет Харвард                                                            |
| 2002   | Пекинг, Кина            | Лорен Лафорг, Француска, Институт за више научне студије Владимир Воеводски, Русија, Институт за напредни изучавања |
| 2006   | Мадрид, Шпанија         | Андреј Окоунков, Русија, Принстонски универзитет Григориј Перелман, Русија — одбио примање награде, Санкт Петербург Теренс Тао, Аустралија, Универзитет Калифорније, САД Венделин Вернер, Француска, универзитет Париз-Југ 11                                                    |
| 2010   | Хајдерабад, Индија      | Елон Линденштраус, Израел, Јеврејски универзитет у Јерусалиму - Нго Бао Чау, Вијетнам-Француска, универзитет Париз-Југ 11 и Институт за напредна изучавања Станислав Смирнов, Русија, Универзитет Женевски Седрик Вилани, Француска, Виша школа у Лиону и Институт Анри Поанкаре |
| 2014   | Сеул, Јужна Кореја      | Артут Авила, Бразил, Универзитет Дени Дидро у Паризу, ЦНРС Манџул Баргава, Канада, Универзитет Принстон Мартин Херер, Швајцарска, Универзитет Варвик Марјам Мирзахани, Иран, Универзитет у Станфорду                                                                             |
| 2018   | Рио де Жанеиро, Бразил  | Кошер Биркар, Иран, Универзитет Кембриџ Алесио Фигали, Италија, ЕТХ Цирих Петер Шолце, Немачка, Универзитет у Бону Акшај Венкатеш, Индија, Универзитет Станфорд |
| 2022   | Санкт Петербург, Русија | |